# Derek Walcott
(Derek Walcott, da Mappa del nuovo mondo)
Derek Walcott (Castries, 23 gennaio 1930 – Cap Estate, 17 marzo 2017) è stato un poeta e scrittore santaluciano, insignito del premio Nobel per la letteratura nel 1992, noto soprattutto per le sue opere poetiche e teatrali in lingua inglese.
L'altro idioma usato in alcune opere minori è il creolo delle Antille, il creolo della sua terra natale, l'isola di Saint Lucia.
Poeta caraibico di lingua inglese, dal 1981 ha insegnato scrittura creativa alla Brown University di Providence, negli USA. Sia in poesia sia in teatro ha espresso con singolare vigore, attingendo alla tradizione letteraria inglese ma con apporti indigeni e spagnoli, il senso di privazione di una propria storia, peculiare dei caraibici di ascendenza africana.

## Biografia

### Carriera teatrale
Dopo aver ricevuto una borsa di studio all'Università delle Indie occidentali, dal 1959 al 1976 ha diretto il Trinidad Theatre Workshop, dove si occupò anche di mettere in scena alcuni suoi drammi, e nel 1981 si trasferì a Boston per insegnare all'Università di Harvard.

### Carriera letteraria
La sua opera si distingue per l'originalità del dettato, la fantasia visionaria e la presenza di temi metafisici. Sono fortemente presenti i dati biografici collegati alla sua terra nativa, le Indie occidentali, dove storicamente si è realizzato un crogiolo di popoli, razze e culture. Lo stesso Walcott nel poemetto La Goletta Flight scrive a proposito di un personaggio: ... "ho dell'inglese, del negro e dell'olandese in me / sono nessuno, o sono una nazione". Questa molteplicità di origini etniche alimenta l'opera di Walcott di un particolare humus linguistico-letterario.

## Critica
Josif Brodskij ne Il suono della marea valorizza Walcott nella sua capacità di decantare il mondo nella periferia, e indica l'Oceano come fondale o proscenio sempre presente nelle sue poesie, l'Oceano che secondo M. Hélène Laforest è il vero motore della sua ispirazione.

## Opere
- 25 Poems (1948)
- In a Green Night (1962)
- The Castaway and Other Poems (1965)
- The Gulf (1970)
- Sogno sul Monte della Scimmia (1970)
- Another Life (Un'altra vita; 1973)
- Sea Grapes (Uve di mare; 1976)
- The Star-Apple Kingdom (1979)
- The Fortunate Traveller (1981)
- Midsummer (1984)
- Mappa del Mondo Nuovo (Collected Poems, 1948-1984; 1986), traduzione di Barbara Bianchi, Gilberto Forti, Roberto Mussapi, Collana Piccola Biblioteca n.299, Milano, Adelphi, 1992, ISBN 978-88-459-0960-3.
- The Arkansas Testament (Il Testamento dell'Arkansas; 1987)
- Ti-Jean e i suoi fratelli - Sogno sul Monte della Scimmia, traduzione di Annuska Palme Sanavio e Fernanda Steele, Collana Piccola Biblioteca n. 310, Milano, Adelphi, 1993, ISBN 978-88-459-0990-0.
- Prima luce (1987), traduzione di Andrea Molesini, Collana Biblioteca n.408, Milano, Adelphi, 2001, ISBN 978-88-459-1619-9.
- Omeros (1990), a cura di Andrea Molesini, Collana Biblioteca n. 451, Milano, Adelphi, 2003, ISBN 978-88-459-1827-8.
- Il levriero di Tiepolo (Tiepolo's Hound, 2000), a cura di Andrea Molesini, Collana Biblioteca n.486, Milano, Adelphi, 2005, ISBN 978-88-459-2027-1.
- Odissea. Una versione teatrale, a cura di Matteo Campagnoli, Milano, Crocetti, 2006.
- Isole. Poesie scelte (1948-2004), Collana Biblioteca n.548, Milano, Adelphi, 2009, ISBN 978-88-459-2431-6.
- La voce del crepuscolo, traduzione di Marina Antonielli, Collana Biblioteca n.601, Milano, Adelphi, 2013, ISBN 978-88-459-2767-6.
- Egrette bianche, traduzione di Matteo Campagnoli, Collan Biblioteca n.642, Milano, Adelphi, 2015, ISBN 978-88-459-3042-3.
- D. Walcott-Peter Doig, Morning, Paramin, Faber & Faber, 2016.

## Onorificenze
Premio Nobel per la Letteratura 1992